# Kon Dơng
Kon Dơng là thị trấn huyện lỵ của huyện Mang Yang, tỉnh Gia Lai, Việt Nam.

## Địa lý
Thị trấn Kon Dơng có vị trí địa lý:
- Phía đông giáp xã Đăk Yă
- Phía tây và phía nam giáp xã Đak DJrăng
- Phía bắc giáp huyện Đak Đoa.

Thị trấn Kon Dơng có diện tích 18 km², dân số năm 1999 là 4.626 người, mật độ dân số đạt 257 người/km². Quốc lộ 19 và đường tỉnh lộ DT670 đi qua địa bàn thị trấn.

## Hành chính
Thị trấn Kon Dơng được chia thành 9 tổ dân phố.